# مراقبت از مامان
مخفی کاری (انگلیسی: Keeping Mum) یک فیلم انگلیسی در ژانر کمدی سیاه است که توسط نیال جانسون (Niall Johnson) نوشته و کارگردانی شده است. این فیلم در تاریخ ۲ دسامبر سال ۲۰۰۵ توسط شرکت فیلمسازی سامیت انترتینمت در انگلستان منتشر شد. مراقبت از مامان از سری فیلم‌های کمدین معروف روآن اتکینسون است که بیشتر با نام مستر بین شناخته می‌شود.

## داستان فیلم
کشیشی پرمشغله در انگلستان که موعظه‌های بی نظیری می‎‌نویسد، متوجه می‎‌شود که همسرش رابطه‌ای مخفیانه داشته و فرزندانش به بیراهه کشیده شده‌اند.

## بازیگران
- روآن اتکینسون
- مگی اسمیت
- کریستین اسکات توماس
- تامسین اجرتون
- پاتریک سوویزی
- امیلیا فاکس
- لیز اسمیت[۲][۳]
- موری مک‌آرتور